# Lúcio Élio Tuberão
Lúcio Élio Tuberão (em latim: Lucius Aelius Tubero) foi um político e general romano da gente Élia no século I a.C. e conhecido por sua amizade com Cícero

## Carreira
Tuberão combateu com Cícero na Guerra Social entre 91 e 88 a.C. e depois serviu com o irmão dele, Quinto Túlio Cícero, na Ásia. Contudo, a natureza exata de sua relação com Cícero é desconhecida. Em "Pro Ligario", ele próprio afirma que Tuberão se casou com sua irmã, mas sabemos que Cícero não tinha irmãs. É possível que tenha sido uma filha de Quinto, pois a palavra "soror" pode ser interpretada também como "sobrinha".
Durante a guerra civil entre cesarianos e pompeianos, Tuberão se aliou a estes últimos. Ele foi nomeado governador propretor da África pelo Senado Romano para substituir Caio Consídio Longo, mas o pompeiano Públio Ácio Varo assumiu o comando da província, alistou duas legiões e não deixou que Tuberão desembarcasse na África. Impossibilitado de assumir sua província, Tuberão seguiu para a Grécia para se juntar a Pompeu e lutou na Batalha de Farsalos contra Júlio César. Apesar da derrota, foi perdoado por ele e retornou a Roma com seu filho, Quinto Élio Tuberão. O filósofo Enesidemo dedicou sua obra sobre a filosofia cética de Pirro a Tuberão.